# Arraias
Arraias este un oraș în Tocantins (TO), Brazilia. 